# Национальный институт рака (Украина)
Национальный институт рака — старейший клинический и исследовательский международно-аккредитованный онкологический центр специализированной, высококвалифицированной медицинской помощи в Украине. В Институте осуществляются операции высочайшего уровня сложности.
В 2020 году Национальному институту рака исполнилось 100 лет. 100 лет борьбы за жизнь, 100 лет достижений государственного и мирового уровня. В честь юбилея в НСК «Олимпийский», 30 сентября - 2 октября 2021 состоится «XIV съезде онкологов и радиологов Украины».
Институт проводит научные и клинические исследования, лечение больных, наращивает образовательный потенциал и распространяет знания в области онкологии.
Национальный институт рака:
- охватывает все аспекты контроля за онкологическими заболеваниями: профилактика, скрининг, лечение и научные исследования.
- проводит исследования на базовом, трансляционном и клиническом уровнях, в конечном итоге, приводит к важным клиническим результатам: улучшение диагностики и терапии, профилактики, которая может уменьшить заболеваемость и смертность от всех видов рака.
- играет ключевую роль в исследовании рака благодаря научным качествам своей команды и способности проводить последовательные исследования, начиная с базовых исследований в лаборатории и заканчивая клиническими исследованиями с привлечением пациентов.
- имеет цель улучшить состояние современной помощи пациентам с онкологическими заболеваниями и выступает в роли научно-образовательного центра по разработке инновационных диагностических и терапевтических методов, обмена передовым опытом.
- разрабатывает и внедряет национальные и региональные стратегии борьбы с раком, координирует региональную онкологическую сеть и помогает наращивать ее потенциал в различных сферах онкологической помощи, предлагая программы стажировки и обучения.[1]

## Структура
В Институте функционирует клиника на 600 коек и консультативная поликлиника, рассчитанная на 400 посещений за смену.
На сегодняшний день в институте работают следующие отделения:
- Отделение дистанционной лучевой терапии
- Консультативная поликлиника (регистратура)
- Научно-исследовательский отдел радиационной онкологии
- Отделение ядерной медицины с клиническим отделением радионуклидной диагностики и терапии
- Отделение анестезиологии и интенсивной терапии
- Отдел лучевой диагностики
- Научно-исследовательское отделение онкогинекологии
- Научно-исследовательское отделение детской онкологии
- Отделение психологической помощи
- отделение онкогематологии
- Научно-исследовательское отделение опухолей грудной железы и ее реконструктивной хирургии
- Научно-исследовательское отделение онкоортопедии, мягких тканей и кожи
- отделение онкоколопроктологии
- Научно-исследовательское отделение пластической онкоурологии
- Отделение опухолей печени, поджелудочной железы и онковаскулярнои хирургии
- Научно-исследовательское отделение химиетерапии солидных опухолей
- Отделение опухолей легких и средостения
- Научно-исследовательское отделение опухолей головы и шеи
- Отделение опухолей пищевода и желудка
- Эндоскопическое отделение [2]

Кроме этого в составе института существуют:
- Специализированный ученый совет
- Совет молодых ученых
- Аспирантура и докторантура
- Научно-исследовательский отдел организации противораковой борьбы
- Научно-исследовательское отделение организации противораковой борьбы
- Информационно-аналитическое отделение медицинской статистики
- Научно-исследовательское отделение координации исследований, внедрения, защиты прав интеллектуальной собственности
- Научно-исследовательская лаборатория экспериментальной онкологии
- Научно-исследовательская лаборатория медицинской физики и биоинженерии
- Научно-исследовательское отделение опухолей органов брюшной полости
- Институт проводит международные и всеукраинские научные и научно-практические конференции, издает журнал «Клиническая онкология»

В Институте можно пройти стажировку.

## История
История создания института неразрывно связана с открытием рентгеновских лучей В.К.Рентгеном.
28 декабря 1895 он первым опубликовал статью под названием «О новом типе лучей» о рентгеновские лучи, которые назвал X-лучами. Он впервые опубликовал рентгеновский снимок кисти своей жены, что положило начало применению X-лучей в медицине.
Первый рентгеновский кабинет в Киеве начал работу в 1898 г. В больнице Покровского женского монастыря.
В 1909 уже работали рентгеновские аппараты в клинике Н.Д. Стражеско, в военном госпитале, в частном «Рентгенинституте» (Е.Ф. Вебер, В. Бергман, Г. Бергман) и у врачей, которые имели частную практику (Пауль и Либерзон).
После начала Первой мировой войны 2 сентября 1914 инициативная группа киевлян (М.П. Дукельский, И.И. Косоногов, А.Н. Зарубин, Ю. П. Тесленко и др.)
Создали общественную организацию под названием «Комиссия помощи раненым рентгеновским исследованием», в состав которой вошли профессора и преподаватели Киевского университета и Киевского политехнического института, а также шесть врачей. Председателем был избран И.И. Косоногов.
К середине в 1915 г. у комисии был 21 постоянный и 1 передвижной рентген-кабинет.
С 1915 Комиссия начала выпуск первого в России журнала по рентгенологии - «Рентгеновские вести»
Для создания рентгеновского оборудования использовались индукторные катушки и трансформаторы.
Предоставленные физическими кабинетами Университета, Политехнического института, киевских гимназий.
На базе собранных рентгенологических аппаратов были открыты три рентген-кабинеты в военных госпиталях:
- на Лукьяновке (в настоящее время ул. Платона Майбороды, 30-32, НИИ нейрохирургии), зав. - инженер Ю. П. Тесленко[укр.];
- на Вознесенском спуске (в настоящее время ул. Смирнова-Ласточкина, 20 дом Художественного института), зав. - врач М.И. Шор;
- на Печерске (в настоящее время Центральный госпиталь ВС Украины), зав. - О.М.Зарубин.

Специалистом и организатором первых научных и медицинских учреждений с применением Х-лучей стал Юрий Петрович Тесленко,
В 1918 по инициативе Ю .П. Тесленко отдел здравоохранения при Киевском городском и губернском исполкоме принял решение:
«Рентгеновская комиссию помощи раненым», что фактически прекратила свою деятельность, ликвидировать и на ее базе создать общественную организацию
«Киевская городская рентген-помощь», которая должна функционировать на принципах самоокупаемости.
Директором был утвержден инженер Ю. П. Тесленко.
«Киевской городской рентген-помощи» было предоставлено помещение по ул. Рейтарской, 22.
В 1919 г. «Рентген-помощь» была переведена в помещение по адресу бульвар Шевченко, 13 (в настоящее время ректорат Национального медицинского университета имени А.А. Богомольца), в комнату, которая была раньше кухней особняка.
15-16 июня 1920 «Рентген-помощь» снова меняет адрес - переезжает в помещение по ул. Толстого, 7(особняк миллионера Терещенко).
15 июня «Рентген-помощь» фактически была реорганизована в Киевский рентгеновский институт (КРИ). Директором был назначен Ю.П.Тесленко.
Приказом по Губернском отдела здравоохранения №48 от 7 июня 1920 были утверждены структура и штат института:
- диагностический отдел;
- терапевтическое отделение;
- рентгенофизическая лаборатория;
- рентгенофизическая мастерская;
- административно-хозяйственная часть;
- телегамма-радиолоигичний;
- экспериментальной радиологии и онкологии;
- 8 лабораторий;
- клинику с 4 отделами;

Этот день считается юридической датой его создания.
Научно-исследовательское учреждение проводило изучение  этиологии и патогенеза злокачественных опухолей, профилактику, диагностику и лечение их,  руководили организацией борьбы со злокачественными опухолями и осуществляла руководство рентгеновскими учреждениями в Украинской ССР.
Ученые института изучили много вопросов рентгенологии и радиобиологии, методики диагностики и комплексного лечения злокачественных опухолей, сконструировали ряд оригинальных рентгеновских аппаратов.
В 1945 - 1971 директором института был профессор И. Т. Шевченко, по инициативе и под руководством которого в 1960-е годы в Киеве было построен новый комплекс института 8 корпусов (ул. Ломоносова, 33/43).
16 ноября 1988 Киевский научно-исследовательский рентгенорадиологический и онкологический институт МЗ УССР был реорганизован в
Киевский научно-исследовательский институт онкологии МЗ УССР.
7 августа 1992 Киевский научно-исследовательский институт онкологии переименован в Украинский научно-исследовательский институт онкологии и радиологии МЗ Украины.
29 сентября 2000 Украинский научно-исследовательский институт онкологии и радиологии введен в состав Академии медицинских наук Украины и переименован в Институт онкологии АМН Украины.
28 декабря 2006 постановлением Президиума АМН Украины, Институт онкологии АМН Украины переименован в Государственное учреждение «Институт онкологии АМН Украины».
С 2008 г. по февраль 2015 г. институт возглавлял профессор И.Б. Щепотин.
На торжественном заседании, посвященном Всемирному дню борьбы с раком, 4 февраля 2009 Президент Украины Виктор Ющенко объявил Указ от 3 февраля 2009 № 67/2009 о предоставлении Государственному учреждению «Национальный институт рака» статус национального и в дальнейшем именовать его - Национальный институт рака.
С 2015 г. до 2019 г. директором института была врач-онкохирург, доктор медицинских наук А.А. Колесник.
С 2019 г. до 2021 г. исполняющим обязанности директора института был доктор медицинских наук, заслуженный врач Украины А.И. Яцына, ныне Заместитель директора по лечебно-координационной работе.
Согласно приказу Минздрава No. 11-О от 05.03.2021 г.. Исполняющим обязанности был назначен А.Ф. Шипко, бывший народний депутат Украины VIII созыва, член Комитета Верховной Рады Украины по вопросам здравоохранения, руководитель группы по межпарламентским связям с Черногорией.